# Белеуцы
Белеуцы (рум. Beleuţi, Белеуць) — село в Фалештском районе Молдавии. Наряду с сёлами Натальевка, Комаровка, Ивановка, Поповка и Цапок входит в состав коммуны Натальевка.

## География
Село расположено на высоте 136 метров над уровнем моря.

## Население
По данным переписи населения 2004 года, в селе Белеуць проживает 231 человек (110 мужчин, 121 женщина).
Этнический состав села:
| Национальность | Число жителей | Процентный состав |
| -------------- | ------------- | ----------------- |
| украинцы       | 193           | 83.55             |
| молдаване      | 26            | 11.26             |
| русские        | 12            | 5.19              |
| Всего          | 231           | 100%              |